# 伊賽基
49°29′0″N 30°48′54″E / 49.48333°N 30.81500°E
伊賽基（羅馬化：Isaiky）是位於烏克蘭北部基辅州奧布希夫區博胡斯拉夫市鎮的村莊。該村始建於1500年，面積4.3平方公里，海拔高度184米，2001年人口1,211，人口密度每平方公里281.6人。